# Дьяченко, Иван Михайлович
Иван Михайлович Дьяченко (1921—1962) — полковник Советской Армии, участник Великой Отечественной войны, Герой Советского Союза (1945).

## Биография
Родился 7 ноября 1921 года в селе Новопетропавловка Атбасарского уезда Акмолинской губернии Киргизской АССР (ныне — Каражар Атбасарского района Акмолинской области Казахстана) в крестьянской семье.
Окончил Бузулукское педагогическое училище.
В 1940 году призван на службу в Рабоче-крестьянскую Красную Армию. В 1942 году окончил Чкаловскую военную авиационную школу пилотов. С мая того же года — на фронтах Великой Отечественной войны.
К ноябрю 1944 года капитан Иван Дьяченко командовал эскадрильей 237-го штурмового авиаполка 305-й штурмовой авиадивизии 15-й воздушной армии 2-го Прибалтийского фронта. К тому времени он совершил 100 боевых вылетов, принял участие в ряде воздушных боёв, в которых сбил 3 вражеских самолёта. Также уничтожил 13 самолётов противника в ходе штурмовок аэродромов противника.
Указом Президиума Верховного Совета СССР от 18 августа 1945 года капитан Иван Дьяченко был удостоен высокого звания Героя Советского Союза с вручением ордена Ленина и медали «Золотая Звезда». Был также награждён орденами Красного Знамени, Александра Невского, Отечественной войны 1-й степени, двумя орденами Красной Звезды, рядом медалей.
После окончания войны Дьяченко продолжил службу в Советской Армии. В 1948 году окончил Военно-воздушную академию, после чего остался в ней преподавателем.
В 1961 году в звании полковника Дьяченко был уволен в запас. Проживал в Москве, скончался 14 декабря 1962 года, похоронен на Ваганьковском кладбище (58 уч.).